# William Ferguson
Willie Ferguson (6 de março de 1940 – 19 de maio de 2007) foi um automobilista sul-africano que participou do Grande Prêmio da África do Sul de 1972 de Fórmula 1.